# Mistrzostwa Polski w kolarstwie przełajowym 1953
Mistrzostwa Polski w kolarstwie przełajowym 1953 odbyły się w Warszawie.

## Wyniki
- Henryk Hadasik (Unia Chorzów)[1]
- Tadeusz Zdunek (Start Lublin)
- Jerzy Bek (Włókniarz Łódź)